# Cryptandra lanosiflora
Cryptandra lanosiflora är en brakvedsväxtart som beskrevs av F. Müll.. Cryptandra lanosiflora ingår i släktet Cryptandra och familjen brakvedsväxter. Inga underarter finns listade i Catalogue of Life.